# St. Louis (transatlantico)
Il St. Louis è stato un transatlantico tedesco di proprietà della Hamburg-America Line, divenuto famoso per aver effettuato un viaggio con a bordo 963 esuli ebrei, che durante l'estate del 1939 lasciarono la Germania sotto il comando del comandante Gustav Schröder.

## Storia

### Costruzione
Costruito dalla Bremer Vulkan nei cantieri di Brema per l'America Line di Amburgo, la St. Louis era una nave a propulsione diesel, che venne progettata e costruita sia come nave di linea per le rotte transatlantiche che per il servizio di crociera. La St. Louis ha percorso regolarmente la rotta transatlantica da Amburgo via Halifax a New York, oltre a compiere saltuarie crociere verso le Indie occidentali.

### Il "viaggio dei dannati"
La St. Louis navigò da Amburgo a Cuba il 13 maggio 1939, trasportando sette non ebrei e 930 rifugiati ebrei (principalmente tedeschi) in fuga dalle persecuzioni naziste. All'arrivo della nave a Cuba, il governo cubano, con l'allora capo del governo Federico Laredo Brú, rifiutò ai passeggeri il permesso di sbarco sia come turisti (le leggi relative ai visti turistici erano cambiate di recente) sia come rifugiati politici. Durante le negoziazioni, il governo chiese ulteriori $500 di tassa per il visto per ogni passeggero, soldi che molti dei rifugiati non avevano. Comunque, 29 dei rifugiati riuscirono a sbarcare a L'Avana.

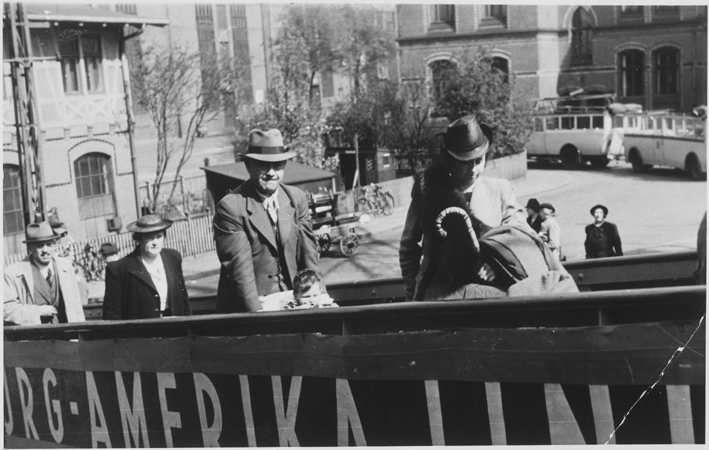
Imbarco nel porto di Amburgo

Nel 1939 Cuba promulgò il decreto legge numero 55, che stabiliva due differenti categorie di persone quali possibili richiedenti del visto: turista e rifugiato. Ad un rifugiato veniva richiesto, per ottenere il visto, un ulteriore pagamento di $500, mentre un turista non doveva adempiere a queste richieste aggiuntive rispetto alle normali tasse di ingresso. Durante l'applicazione del decreto legge numero 55, venne evidenziata una svista presente nella legge: pur istituendo le due diverse categorie di visto, la legge non definiva infatti l'esatta differenza tra turisti e rifugiati.

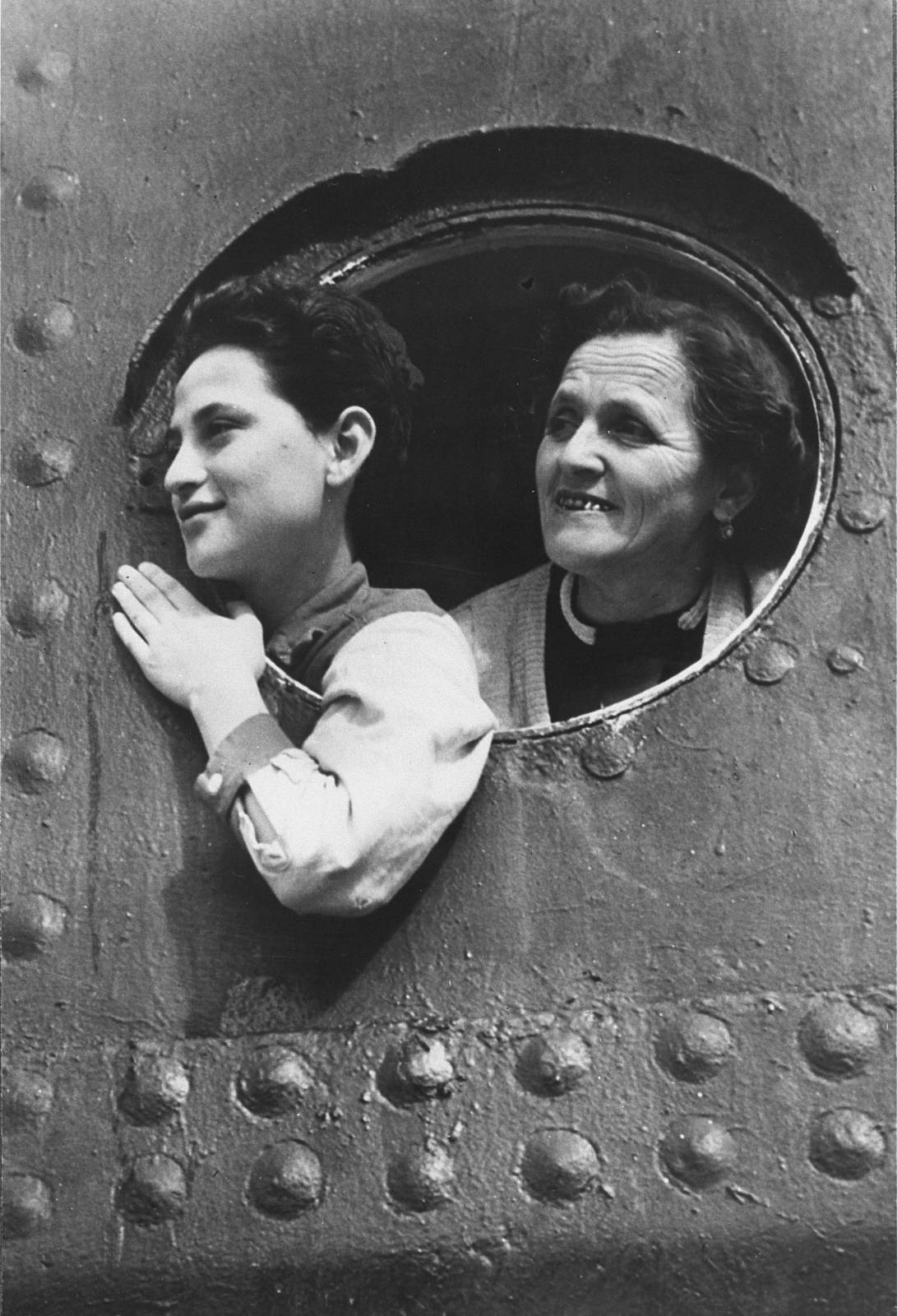
Rifugiati ebrei a bordo della MS St. Louis mentre la nave è ormeggiata nel porto dell'Avana.

Manuel Benitez, direttore dell'immigrazione, sfruttò questa lacuna e definì i rifugiati a bordo della nave St. Louis come turisti. Questa distinzione permise a Benitez di vendere i permessi di sbarco (qualcosa che solo una persona con lo status di turista poteva facilmente ottenere) ai rifugiati sulla St. Louis per $150 cadauno. Benitez beneficiò della vendita dei permessi di sbarco sino a che l'allora presidente cubano Federico Laredo Brú fece approvare il decreto 937, che rimediava alla svista del decreto 55.
Alcune testimonianze raccontano che il 4 giugno 1939 il capitano Schröder credeva che gli sarebbe stato proibito lo sbarco nella punta della Florida. Legalmente infatti i rifugiati non potevano entrare con il visto turistico negli USA, perché non disponevano di un indirizzo a cui fare ritorno, e inoltre gli Stati Uniti avevano promulgato delle quote di immigrazione nel 1924. Alcune registrazioni telefoniche descrivono la discussione al riguardo avvenuta tra il Segretario di Stato Cordell Hull ed il Segretario del Tesoro Henry Morgenthau, entrambi membri del gabinetto del Presidente Franklin Delano Roosevelt, che cercò di persuadere Cuba ad accettare i rifugiati.

Alla Guardia Costiera non fu ordinato di respingere i rifugiati, ma gli Stati Uniti non fecero nulla per agevolare il loro arrivo. Infine, la St. Louis venne respinta dagli Stati Uniti, mentre un gruppo di accademici e religiosi canadesi cercò di persuadere il Primo Ministro Canadese William Lyon Mackenzie King ad offrire rifugio alla nave, che si trovava a soli due giorni di navigazione da Halifax. Comunque ufficiali dell'immigrazione canadese e ministri di gabinetto ostili all'immigrazione ebrea persuasero il Primo Ministro a non intervenire il 9 giugno.

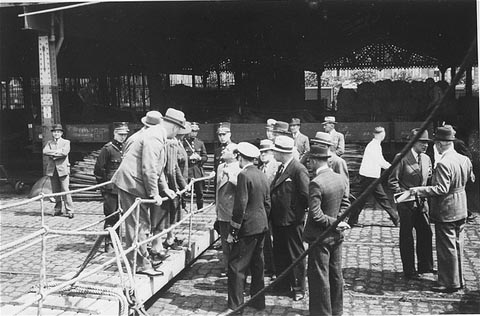
Il capitano Schröder negozia il permesso di sbarco per i passeggeri con ufficiali Belgi nel porto di Anversa.

Il capitano Gustav Schröder, comandante della nave, era un tedesco non ebreo e anti nazista che fece di tutto per assicurare un trattamento dignitoso per i suoi passeggeri. Provvedette per dei servizi religiosi ebraici e ordinò al suo equipaggio di trattare i rifugiati come qualsiasi altro normale passeggero in crociera. Quando la situazione si deteriorò, egli negoziò personalmente per cercare di portare i rifugiati in un posto sicuro, valutando persino di incagliare la nave sulla costa britannica in modo da forzare la Gran Bretagna ad accogliere i passeggeri come naufraghi. Rifiutò inoltre di restituire la nave alla Germania sino a che i passeggeri non fossero entrati in qualche altro paese.
Ufficiali americani lavorarono con le nazioni europee e la Gran Bretagna per trovare un rifugio sicuro per i viaggiatori in Europa. La nave ritornò in Europa ed attraccò ad Anversa, in Belgio. Il Regno Unito acconsenti ad accogliere 288 passeggeri, che furono sbarcati e raggiunsero il Regno Unito tramite altri piroscafi. Dopo molte negoziazioni del comandante Schröder, i rimanenti 619 passeggeri furono sbarcati ad Anversa; di questi, 224 furono accettati dalla Francia, 214 dal Belgio, e 181 dai Paesi Bassi. A quel tempo sembrò quindi che essi fossero stati posti in salvo dalle persecuzioni di Hitler. Negli anni a venire, dopo l'invasione tedesca del Belgio e della Francia del 10 maggio 1940, gli ebrei furono infatti esposti nuovamente ai rischi delle persecuzioni naziste, e alcuni di loro non sopravvissero alla guerra. Sbarcati tutti i suoi passeggeri, la St. Louis tornò ad Amburgo e sopravvisse alla guerra.

### Il destino dei passeggeri
Utilizzando il tasso di sopravvivenza degli ebrei in diversi paesi, Gordon Thomas e Max Morgan-Witts, autori del libro Voyage of the Damned: A Shocking True Story of Hope, Betrayal, and Nazi Terror, stimarono che circa 180 passeggeri della St. Louis rifugiati in Francia, più 152 di quelli rifugiati in Belgio e 60 di quelli rifugiati nei Paesi Bassi sopravvissero all'Olocausto. Degli originali 936 rifugiati, stimarono un totale di circa 709 sopravvissuti e 227 uccisi. Successive ricerche da parte di Scott Miller e Sarah Ogilvie del United States Holocaust Memorial Museum danno un più preciso ed alto numero di deceduti, per un totale di 254 morti:

### Storia successiva della St. Louis
La nave divenne una nave alloggio della marina tedesca dal 1940 al 1944. Fu pesantemente danneggiata da un bombardamento alleato a Kiel il 30 agosto 1944, ma fu riparata e usata come nave hotel a Amburgo nel 1946. La nave fu messa fuori servizio nel 1952.

## Riconoscimenti
- Dopo la guerra, il capitano Schröder fu insignito del Ordine al merito di Germania
- Nel 1993 Gustav Schröder fu nominato come Giusto tra le nazioni al memoriale dell'Olocauso in Israele come riconoscimento per il suo eroismo nel trovare riparo per i suoi passeggeri della MS St. Louis.

## Cultura di massa
- Viaggio dei dannati, libro di Gordon Thomas e Max Morgan-Witts.
- La nave dei dannati (Voyage of the Damned), film del 1976, diretto da Stuart Rosenberg, vincitore di un Golden Globe.
- Una storia del mondo in 10 capitoli e 1/2, novella di Julian Barnes.
- Eretici, libro di Leonardo Padura Fuentes
- I giusti, libro di Jan Brokken, nel Cap.13